# Phosphorylierung
Unter Phosphorylierung versteht man in der Biochemie das reversible (umkehrbare) Anhängen einer Phosphatgruppe an ein organisches Molekül, insbesondere an Proteine. Das Resultat sind Phosphoproteine. Diese Phosphorylierung stellt (neben der allosterischen und der kompetitiven Hemmung) die wichtigste Regulation von biologischen Prozessen in der Zelle dar. Chemisch handelt es sich um die Bildung eines Phosphorsäureesters. Die Bezeichnung Phosphorylierung ist insofern irreführend, da eine Phosphatgruppe und nicht eine Phosphorylgruppe übertragen wird.
Das Prinzip der Phosphorylierung wurde zuerst bei der Gärung vom Nobelpreisträger Arthur Harden und dessen Schüler William John Young entdeckt. Für die Aufklärung des genauen Mechanismus erhielten Edmond Henri Fischer und Edwin G. Krebs 1992 den Nobelpreis für Physiologie oder Medizin.

## Phosphorylierung von Proteinen

### Im Prozess involvierte Enzyme
Die Enzyme, welche die Phosphorylierung von Proteinen katalysieren, heißen Proteinkinasen. Dabei wird eine Phosphatgruppe kovalent an einen Aminosäurerest gebunden, in der Regel mit ATP als Substrat für das Phosphat. Eine andere Enzymkategorie, die Phosphatasen, können diesen Prozess umkehren, d. h. die Phosphatgruppe wird vom Protein entfernt. Proteinkinasen und -phosphatasen sind dabei in der Regel sehr spezifisch und können ebenfalls in ihrer Aktivität gezielt kontrolliert werden.

### Funktion
Da eine Phosphatgruppe eine polare Ladung besitzt, hat eine Phosphorylierung oft Konformationsänderungen des Proteins zur Folge, so dass es zwei möglicherweise funktionell verschiedene Formen des Proteins gibt, je nachdem, ob es phosphoryliert ist oder nicht. Diese zwei Formen können, je nach Einzelfall, aktivierte oder inaktivierte Formen eines Proteins darstellen. Viele Transkriptionsfaktoren werden auf diesem Weg über Signaltransduktionskaskaden aktiviert, beispielsweise CREB.
Eine weitere Form der Einflussnahme durch Phosphorylierung ist die Regelung von Proteinbindestellen. Insbesondere Proteindomänen, die diese Interaktionen vermitteln, werden phosphoryliert und können so keine Proteinkomplexe mehr bilden. Viele Rezeptoren, wie G-Protein gekoppelte Rezeptoren, werden auf diesem Weg in ihrer Aktivität reguliert. Proteinphosphorylierung und Dephosphorylierung haben somit regulatorische Funktion.

### Ort der Phosphorylierung
In Proteinen werden hauptsächlich drei Aminosäuren phosphoryliert, nämlich solche mit einer Hydroxygruppe in der Seitenkette:
Tyrosinkinasen binden die Phosphatgruppe an Tyrosin, Serin/Threoninkinasen an Serin oder Threonin. Dabei ist Serin die am häufigsten phosphorylierte Aminosäure. Untersuchungen mit radioaktivem Phosphat (32P) zeigen ein Verhältnis der Phosphorylierung von Ser, Thr und Tyr von 1800 : 200 : 1. Neuere Studien mit Hilfe der Massenspektrometrie zeigen, dass der Anteil der Tyr-Phosphoylierung tatsächlich höher liegt. So wurde das Verhältnis in HeLa-Zellen von pS, pT, und pY mit 48 : 6,6 : 1 bestimmt.
Noch seltener als Tyrosin werden die Aminosäuren Histidin, Arginin, Lysin, Cystein, Glutamat und Aspartat phosphoryliert. Jedoch gibt es auch für diese Phosphorylierungen Beispiele: Im Phosphotransferase-System (PTS) werden verschiedene Histidine sowie ein Cystein phosphoryliert. Bei Zweikomponentensystemen, die der Signaltransduktion dienen, werden konservierte Histidin- bzw. Aspartatreste phosphoryliert.

## Phosphorylierung anderer Moleküle
Werden andere Moleküle (Zucker, Nucleotide) phosphoryliert, so dient dies in der Regel der Bereitstellung chemischer Energie im Molekül, um in nachfolgenden Schritten endotherme, d. h. energieverbrauchende Umwandlungen zu ermöglichen. Polyphosphate wie ATP oder Creatinphosphat dienen im Stoffwechsel als universelle „Energiewährung“ zur Zwischenspeicherung und zum Austausch von Energie zwischen verschiedenen Prozessen.
Daneben werden bei manchen Stoffwechselvorgängen Moleküle durch Anlagerung von anorganischem, also energiearmem Phosphat phosphoryliert. In nachfolgenden Schritten kann dies zum Aufbau energiereicher Stoffe wie ATP genutzt werden. Ein Beispiel ist die Phosphorylierung von Glycerinaldehyd-3-phosphat bei der Zuckerverwertung in den Zellen fast aller Lebewesen.